# Qatar ExxonMobil Open 2005
Відкритий чемпіонат Катару 2005 (також відомий як Qatar ExxonMobil Open 2005 за назвою спонсора) — 13-й чоловічий тенісний турнір, який відбувся з 3 по 10 січня в місті Доха (Катар) на відкритих твердих кортах у Міжнародному центрі тенісу і сквошу Халіфа. Був одним зі змагань ATP International Series як частини Туру ATP 2008.

## Переможці

### Одиночний розряд
Роджер Федерер —  Іван Любичич, 6–3, 6–1
- Для Федерера це був перший титул за той рік і 23-й загалом у його кар'єрі.

### Парний розряд
Альберт Коста /  Рафаель Надаль —  Андрей Павел /  Михайло Южний, 6–3, 4–6, 6–3
- Для Кости це був єдиний титул за той рік і 13-й загалом у його кар'єрі. Для Надаля це був перший титул за той рік і 4-й загалом у його кар'єрі.